# 이태희 (1995년)
이태희(李太凞, 1995년 4월 26일~)는 대한민국의 축구 선수로서 포지션은 골키퍼이다. 현재 K리그1 인천 유나이티드 소속이다.